# 哈默
哈默（荷蘭語：Hamme，荷蘭語發音：[ˈɦɑmə]）是比利时弗拉芒大區东佛兰德省登德爾蒙德區的一个市镇，东隔斯海尔德河与安特衛普省相望，通行荷蘭語，是弗拉芒社群的一部分，面积40.21平方千米，人口24,829人（2018年1月1日）。